# Раковські пагорби
Раковські пагорби (Rakovská hornatina) — гірський масив в Словаччині; геоморфологічна підодиниця масиву Високі Яворники. Найвища гора — Казіцька Кичера (910 м.). Місце розташування — Жилінський край.
Протікає річка Дівіна.